# Discographie de Powderfinger
La discographie de Powderfinger, groupe de rock australien, est composée de six albums studio, vingt-quatre singles, quatre maxis, trois albums en concert, une compilation de best of et quatre vidéos.
Peu après la sortie en 1993 de leur premier maxi autoproduit, Powderfinger signe chez une grande maison de disques leur deuxième maxi, Transfuction, et en 1994 leur premier album, Parables for Wooden Ears. Après plusieurs festivals et des apparitions diverses dans des compilations, le groupe signe en 1996 son second album, du nom de Double Allergic. Porté par le succès des ventes de singles de l'album et la reconnaissance du public, Powderfinger produit Internationalist en 1998, qui se vend à plus de 280 000 exemplaires. En septembre 2000, Powderfinger réalise son quatrième album, Odyssey Number Five, qui dépasse les 350 000 exemplaires vendus. Deux des chansons qui composent cet album, « These Days » et « My Kinda Scene », figurent respectivement sur la bande originale des films Two Hands (1999) et Mission impossible 2 (2000). Vulture Street, leur cinquième opus sorti en 2003, est lui vendu à plus de 400 000 exemplaires.
En 2004, le groupe sort une compilation composée de chanson de leur début, intitulée Fingerprints: The Best of Powderfinger, 1994-2000. Quelques semaines après, le groupe sort son cinquième album, dont une version est réalisée en format DVD. Le groupe fait ensuite une pause, et permet à chacun de ces membres de se consacrer à des projets musicaux personnels. Deux années après, le groupe fait son retour avec un sixième album, Dream Days at the Hotel Existence, sorti en 2007. Leur dernier album, Golden Rule, devrait sortir en 2009.

## Albums studio
| Année                                                                                      | Album                                                                                  | Meilleur classement | Meilleur classement | Disque d'or               |
| Année                                                                                      | Album                                                                                  | AUS                 | NZ                  | Disque d'or               |
| ------------------------------------------------------------------------------------------ | -------------------------------------------------------------------------------------- | ------------------- | ------------------- | ------------------------- |
| 1994                                                                                       | Parables for Wooden Ears - Sortie : 18 juillet 1994 - Label : Polydor                  | —                   | —                   |                           |
| 1996                                                                                       | Double Allergic - Sortie : 2 septembre 1996 - Label : Polydor (533 153-2)              | 4                   | —                   | AUS: 3× Disque de platine |
| 1998                                                                                       | Internationalist - Sortie : 7 septembre 1998 - Label : Polydor (547 795-2)             | 1                   | —                   | AUS: 5× Disque de platine |
| 2000                                                                                       | Odyssey Number Five - Sortie : 4 septembre 2000 - Label : Grudge (5490922)             | 1                   | 15                  | AUS: 8× Disque de platine |
| 2003                                                                                       | Vulture Street - Sortie : 4 juillet 2003 - Label : Universal (038 353-2)               | 1                   | 17                  | AUS: 6× Disque de platine |
| 2007                                                                                       | Dream Days at the Hotel Existence - Sortie : 2 juin 2007 - Label : Universal (1735251) | 1                   | 26                  | AUS: 3× Disque de platine |
| 2009                                                                                       | Golden Rule - Sortie : 13 novembre 2009 - Label : Universal                            |                     |                     |                           |
| "—" signifie que l'album n'a pas figuré dans les charts ou n'était pas sorti dans ce pays. |                                                                                        |                     |                     |                           |